# 菲利普·亚当斯 (美式橄榄球运动员)
菲利普·马修·亞當斯（Phillip Matthew Adams，1988年7月20日—2021年4月8日）是美国职业美式足球运动员，曾在國家美式橄欖球聯盟（NFL）担任角卫。他曾在大学时上代表南卡罗来纳州牛头犬队參加比賽，并在2010年NFL选秀中的第七轮被舊金山49人选中。他还曾效力于新英格兰爱国者、奧克蘭突擊者、西雅图海鹰、纽约喷气机和亞特蘭大獵鷹。2015赛季后离开了NFL。
2021年4月7日，菲利普·亞當斯在南卡罗来纳州石山槍殺5人、槍伤1人（此伤者也于数日后死亡）。六名遇害者分别为罗伯特·莱斯利医生、莱斯利的妻子、莱斯利夫妇的两个孙子和两位当时在莱斯利家修空调的工人。亞當斯在警方包围后于次日凌晨在家中自杀身亡。亞當斯的父親表示，亞當斯的美式足球生涯可能在枪击案中起到了作用，亞當斯的父親還表示这项运动把他毀了。经过尸检，发现他有慢性創傷性腦病變（CTE），处于第二阶段，其额叶病变异常严重。